# West Point

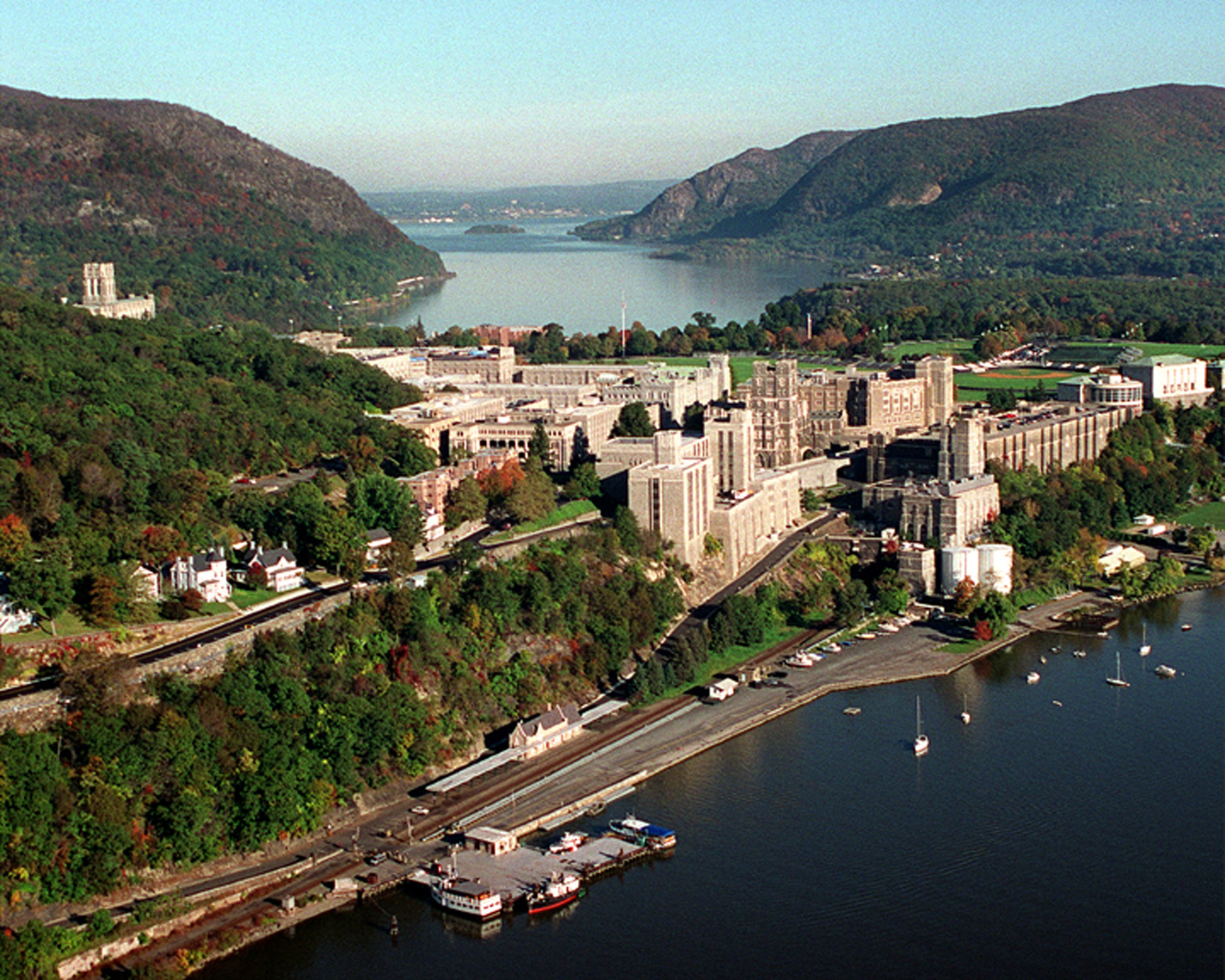
Główny kampus widziany od południa

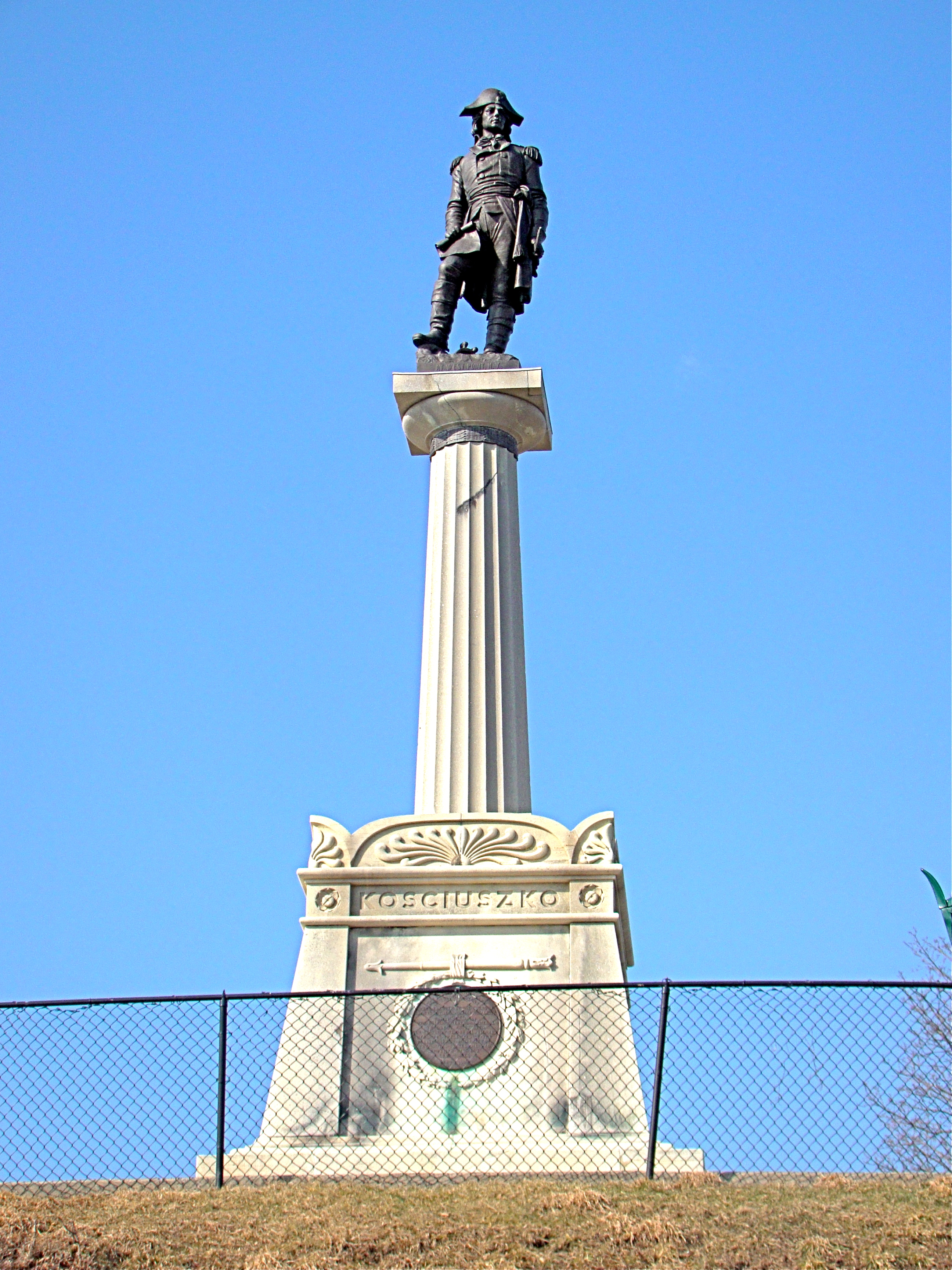
Pomnik Tadeusza Kościuszki w West Point

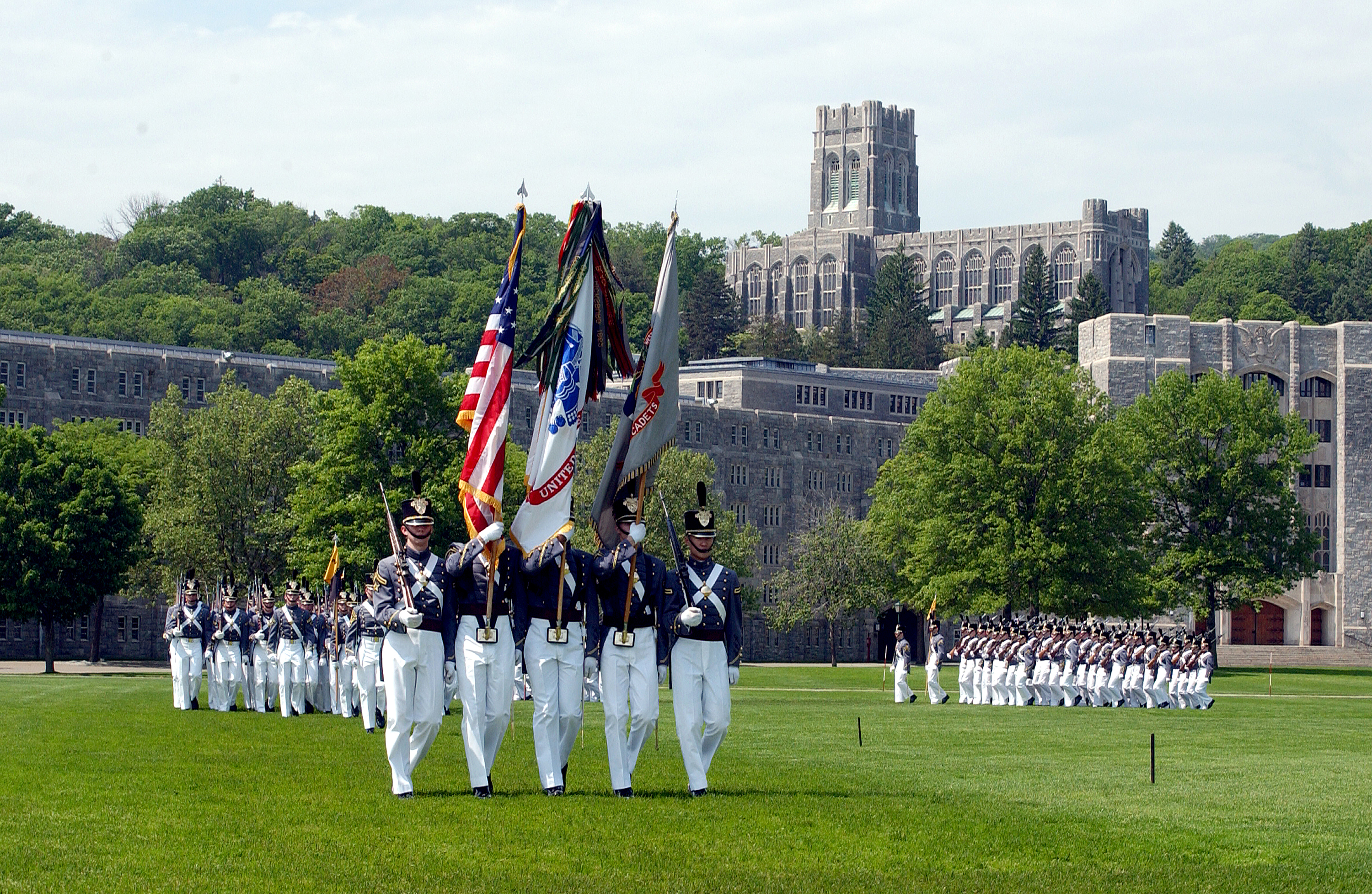
Kadeci na paradzie

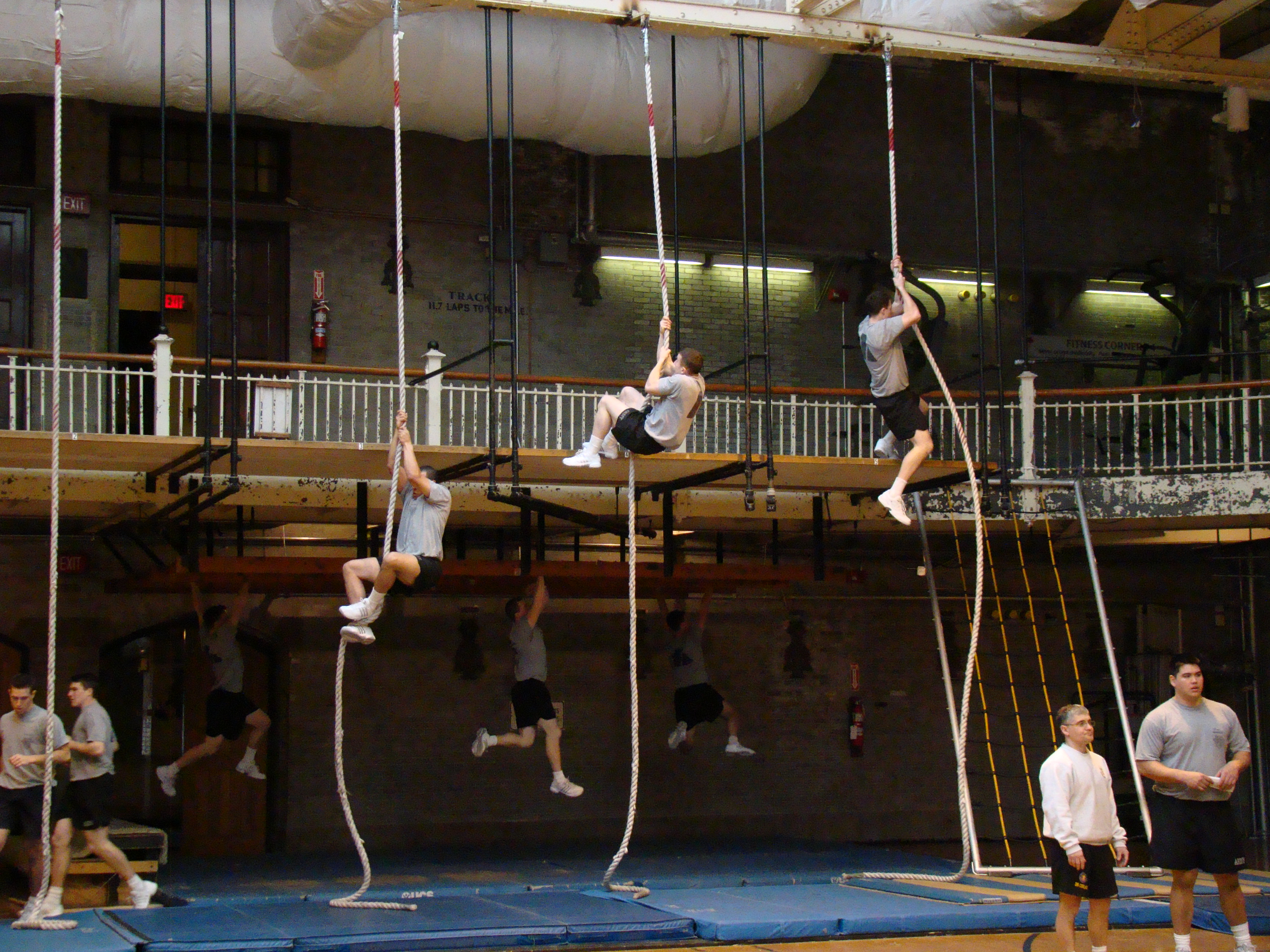
Zajęcia fizyczne na West Point

United States Military Academy at West Point, znana także jako West Point i skrótowiec USMA, pol. Akademia Wojskowa Stanów Zjednoczonych w West Point – amerykańska uczelnia wojskowa, znajdująca się w byłym forcie US Army, kształcąca przyszłych oficerów na potrzeby wojsk lądowych. Akademia jest położona w mieście West Point w stanie Nowy Jork, nad rzeką Hudson, około 80 km na północ od Nowego Jorku. Jej powierzchnia wynosi 65 km². Jest to najstarsza instytucja wojskowa w Stanach Zjednoczonych.
Absolwenci – żołnierze uczelni otrzymują tytuł zawodowy „Bachelor of Science” (licencjata) i stopień wojskowy „Second Lieutenant” (podporucznika) w Armii Stanów Zjednoczonych. Po ukończeniu USMA są zobowiązani do co najmniej pięcioletniej służby w wojsku Stanów Zjednoczonych i przez okres przynajmniej trzech lat być w czynnej rezerwie. Studenci na pierwszym roku są znani jako „plebejusze” („plebes”), na drugim jako „roczniaki” („yearlings”), na trzecim „krowy” („cows”) i na czwartym „pierwsi” („firsties”).
Drużyny studenckie były historycznie znane jako „Czarni Rycerze znad Hudson” (The Black Knights of the Hudson), ale ta nazwa została oficjalnie skrócona do „Czarni Rycerze”. Amerykańska prasa sportowa pisząc o drużynach z West Point zazwyczaj używa synonimu „Army” i ten zwyczaj jest oficjalnie przyjęty. Symbolem „Army” jest muł.
Motto West Point to Duty, Honor, Country („Obowiązek, Honor, Ojczyzna”).

## Historia West Point
Miejsce na budowę fortu zostało wybrane przez George’a Washingtona, a fortyfikacje zostały zaprojektowane przez Tadeusza Kościuszkę w 1778 roku. Generał Washington uważał, że West Point był najważniejszą pozycją obronną na całym kontynencie północnoamerykańskim. Wysokie wzgórza nad meandrami rzeki Hudson pozwoliły armii amerykańskiej na całkowitą kontrolę nad ruchem na rzece w czasie rewolucji amerykańskiej.
George Washington szybko zorientował się, że nowo powstałe państwo potrzebuje akademii wojskowej, jednak ówczesny sekretarz stanu Thomas Jefferson był przeciwny jej powstaniu argumentując, że konstytucja Stanów Zjednoczonych nic na ten temat nie wspomina. Niemniej, gdy Jefferson został prezydentem, podpisał 16 marca 1802 roku ustawę pozwalającą na stworzenie takiej instytucji i Akademia została otwarta 4 lipca tego samego roku.
Rektorem (superintendentem) akademii był w latach 1817–1833 pułkownik Sylvanus Thayer, znany jako „ojciec akademii wojskowej”. Podniósł on poziom nauczania i ustanowił dyscyplinę wojskową. Zainspirowany francuską École polytechnique, Thayer w procesie dydaktycznym położył duży nacisk na nauki ścisłe, a szczególnie na inżynierię. Przez pierwszą połowę XIX wieku, absolwenci USMA at West Point byli głównymi budowniczymi dróg, systemu kolejowego, mostów i przystani w całych Stanach Zjednoczonych, a inne uczelnie techniczne w dużej mierze wzorowały się na programie studiów West Point.
Po I wojnie światowej superintendent Douglas MacArthur jeszcze bardziej zdywersyfikował program akademicki. MacArthur przeforsował zmiany w nauczaniu kultury fizycznej i rozszerzył program sportowy. Hasło „każdy kadet sportowcem” było bardzo istotną częścią jego programu.
Kobiety mogą studiować w West Point od 1976 roku. Akademia West Point corocznie przyjmuje od kilku do kilkunastu obcokrajowców z prawie całego świata.

## Absolwenci West Point
W nawiasach podano rok, w którym dany absolwent ukończył akademię.
- gen. Robert E. Lee (1829)
- gen. George Meade (1835)
- gen. William Sherman (1840)
- gen. Ulysses Grant (1843)
- gen. Stonewall Jackson (1846)
- gen. Jeb Stuart (1854)
- gen. John J. Pershing (1886)
- gen. George Patton (1909)
- gen. Omar Bradley (1915)
- gen. Dwight Eisenhower (1915)
- gen. Creighton Abrams (1936)
- gen. William Odom (1954)
- gen. Norman Schwarzkopf Jr. (1956)
- płk Buzz Aldrin astronauta (1951)
- gen. Wesley Clark (1966)
- gen. David Petraeus (1974)

Pisarz i poeta Edgar Allan Poe opuścił uczelnię przed jej ukończeniem (ukończyłby ją w 1834).